# Das Geheimnis des verlassenen Schlosses
Das Geheimnis des verlassenen Schlosses ist der Titel des letzten Buches des russischen Schriftstellers Alexander Wolkow. Er schrieb es 1975 unter dem Originaltitel „Тайна заброшенного замка“. Die Illustrationen stammen wieder von Leonid Wladimirski. Die Erzählung bildet den sechsten Band der Smaragdenstadt-Reihe.
Die Erzählung wurde erstmals 1976 in der Zeitschrift Druschnyje rebjata veröffentlicht. Die Buchausgabe, deren Text von der Erstveröffentlichung stark abweicht, erschien postum im Jahr 1982. Das Buch wurde zunächst von Lazar Steinmetz ins Deutsche übersetzt; diese Übersetzung erschien in der Zeitschrift Sowjetliteratur. Für die Übersetzung der Buchausgabe zeichnete schließlich Thea-Marianne Bobrowski verantwortlich.

## Handlung
Seit den Geschehnissen, die in dem Buch Der gelbe Nebel geschildert wurden, sind einige Jahre vergangen. Von dem Planeten Rameria ist ein Raumschiff unter der Kontrolle des Piloten Kau-Ruck zur Erde unterwegs. Auf diesem Planeten leben zwei Völker, die Menviten und die Arsaken. Die Menviten haben die Arsaken mit Hilfe ihres hypnotischen Blickes unterworfen und zu Sklaven gemacht. Nun wollen die Menviten auch die Bewohner der Erde unterwerfen. Der Erste, der das Raumschiff sieht, ist Urfin Juice. Die Zwinkerer hatten für ihn ein Teleskop gebaut und so kann er das Raumschiff zuerst wie einen Stern, der anfängt, immer mehr zu funkeln, sehen.
Zu dieser Zeit findet jedes Jahr in der Smaragdenstadt ein Schmausefest mit Urfins Obst und Gemüse statt. Die Nacht, in der die Menviten landen, ist die Nacht vor dem Schmausefest. So kommt es, dass die Ankunft der Ramerianer nicht unbemerkt bleibt. Sie landen in dem Tal, in dem sich einst der Zauberer Hurrikap sein Schloss gebaut hatte. Hurrikap ist zwar schon seit langer Zeit tot, das Schloss ist aber noch sehr gut erhalten. Die Menviten haben auch einige der versklavten Arsaken mitgebracht. Der Anführer der Arsaken ist Ilsor. Er ist der persönliche Diener des Kommandanten Baan-Nu. Außerdem ist er der einzige Arsake, der dem hypnotischen Blick der Menviten widerstehen kann. Um sich ein Bild von dem Land zu machen, in dem sie gelandet sind, entführen die Menviten den Weber Mentacho. Dieser war vor seiner Einschläferung einer der sieben unterirdischen Könige gewesen.
Zur gleichen Zeit erfährt der Scheuch in der Smaragdenstadt von der Ankunft der Fremden. Er beauftragte die Zwerge, das Lager und das Raumschiff auszuspionieren. Durch einen der Zwerge erfährt Mentacho, was er dem Anführer der Menviten zu verschweigen hat. So dürfen die Eindringlinge nicht erfahren, dass sie sich in einem Zauberland befanden, dass die Tiere sprechen können und dass hier Geschöpfe, wie der Scheuch, der Eiserne Holzfäller, Tilli-Willi und die Holzköpfe leben. Nachdem sich die Feindseligkeit der Ramerianer herausgestellt hat, beschließen der Scheuch und seine Freunde, Faramant und Oicho nach Kansas zu schicken, um Hilfe für das Zauberland zu erbitten. Ann, Tim O’Kelli und der ebenfalls herbeigerufene Alfred Cunning zögern nicht und fliegen in das Zauberland, um den Kampf gegen die Fremden aufzunehmen.
In der Zwischenzeit machten sich die Menviten daran, eine Smaragdenmine auszubeuten. Die harte Arbeit überlassen sie, wie üblich, den Arsaken. Diese merken mit der Zeit, dass die Smaragde sie unempfindlich gegen die Hypnose der Menviten machen. So sehen sie jetzt zum ersten Mal eine Möglichkeit, ihr Volk von dem Joch der Menviten zu befreien.
Neben den Zwergen hatte noch jemand anderes die Fremdlinge beobachtet: Urfin. Auch ihm entgeht die Wirkung der Smaragde auf die Arsaken nicht. Mit Hilfe eines der Zaubersteine der Gingema gelingt es ihm, die Smaragde aus dem Zimmer Baan-Nus zu entwenden.
Nachdem Ann, Tim und Fred in der Smaragdenstadt angekommen sind, wird beratschlagt, wie man die Fremden besiegen kann. Es wird beschlossen, eine Wasserleitung von dem Land der unterirdischen Erzgräber zu den Ramerianern zu verlegen, um die Menviten in einen Zauberschlaf zu versetzen. Um die Menviten beschäftigt zu halten, werden verschiedene Angriffe auf das Lager durchgeführt. Zuerst störten die Fledermäuse das Alarmsystem, bis es abgeschaltet wird. Dann führen die Holzköpfe einen Angriff mit Hilfe von Zerrspiegeln durch, wodurch die Energie ihrer Strahlenwaffen gegen die Menviten selbst wirkt. Daraufhin beschließt Baan-Nu, einen Helikopterangriff gegen die Smaragdenstadt zu fliegen. Dieser wird durch die Adler unter der Führung von Karfax vereitelt. Kau-Ruck weigert sich, sich daran zu beteiligen, wodurch er nach den menvitischen Gesetzen mit der härtesten Strafe zu verfolgen ist.
Als die Wasserleitung fertig verlegt ist, versetzten die Arsaken die Speisen und Getränke der Menviten mit dem Zauberwasser. So fallen sie sofort in den Zauberschlaf. Einzig der Pilot Kau-Ruck bleibt verschont. Zum einen ist er der einzige, der das Raumschiff zurück nach Rameria fliegen kann, zum anderen hat er sich durch sein Verhalten als vertrauenswürdig erwiesen. Zum Abschied überreichte Urfin den Arsaken die entwendeten Smaragde. Nachdem das Raumschiff von der Erde abgeflogen ist, kehren Ann, Tim und Fred wieder nach Kansas zurück.

## Besonderheiten
Das Geheimnis des verlassenen Schlosses ist das letzte von Alexander Wolkow geschriebene Buch der Smaragdenstadt-Reihe. Er starb zwei Jahre später in Moskau. Die Reihe wurde von anderen Autoren wie Juri Kusnezow und Nikolai Bachnow fortgesetzt.
Auf Deutsch wurde Das Geheimnis des verlassenen Schlosses 1983–84 in der Zeitschrift „Sowjetliteratur“ vorabgedruckt. Die dortige Übersetzung stammt von Lazar Steinmetz, der bereits die ersten fünf Wolkow-Bände übersetzt hatte. Die Übersetzung der deutschen Buchausgabe des sechsten Bandes ist jedoch von Thea-Marianne Bobrowski. Die deutsche Bucherstausgabe erschien 1984.

## Hörspiel
Zu diesem Buch gibt es ein Hörspiel: Das Geheimnis des verlassenen Schlosses. Regie: Paul Hartmann, MC, ISBN 3-8291-0329-8.
Eine Hörbuchversion erschien 2011: Das Geheimnis des verlassenen Schlosses, gelesen von Katharina Thalbach, Jumbo Neue Medien, 2 CD, ISBN 978-3-8337-2715-3.